# グリフォンエンタープライズ
株式会社グリフォンエンタープライズは、かつてフィギュア・玩具などの企画・製造・販売を行っていた日本の企業。
マスターフォッシルのブランド名で化石の販売も行っていた。
本社所在地は神奈川県横浜市西区。

## 概要
1992年6月に創業し、2000年5月に法人へ改組。もともとは爬虫類販売、恐竜化石の輸入販売や複製化石・復元模型の制作販売を行っていたが、その技術を生かしてフィギュアの企画・製作・製造に進出し成功した。2009年からはトレジャーフェスタの運営、2015年にはダイノワールド2015 ヨコハマ恐竜博、ジャパン・ミネラルショー等のイベント運営も行うようになる。
アニメやゲームの美少女フィギュアなどの豊富なラインナップを揃えており、「ふぃぎゅっと!（アクションフィギュア）」の開発・販売も行っていた。以前はガレージキットも販売していたが、後年は塗装済み完成品のフィギュアが主流となっていた。
2019年1月22日に横浜地方裁判所から破産手続開始決定を受けた。2015年9月にフィギュアの原型製作を担当していた「原型師」が退職して以降、新作フィギュアの発売延期・中止が相次ぎ、業績が悪化していたという。2019年10月8日に費用不足のため横浜地方裁判所から破産手続廃止決定を受け、2019年11月12日に法人格が消滅した。

## 経営破綻時点での主な商品
- 固定フィギュア
  - 東方プロジェクトシリーズ - ガイドラインにより限定流通。
  - ビックリマン次界想像聖典シリーズ

- 可動フィギュア
  - ふぃぎゅっと!